# Alfonso Rodríguez Aldave
Alfonso Rodríguez Aldave (Lesaca, Navarra, 24 de enero de 1911 – San Sebastián, 28 de mayo de 2008) fue un diplomático e intelectual español. Discípulo de Ortega y Gasset, formó parte de la generación frustrada de la II República Española.

## Biografía
Alfonso Rodríguez Aldave, nacido el 24 de enero de 1911 en Lesaca, era miembro de una familia de intelectuales. Su hermano Francisco era también poeta e intelectual, mientras que su hermano Pascual fue músico. Se formó en el famoso Colegio del Buen Consejo de Lecároz, y allí conoció a personajes como el escultor Jorge Oteiza, el músico Nicanor Zabaleta o el político  Manuel de Irujo. También compartió momentos con los futuros médicos Barriola y Ochoteco.
Casado con la filósofa María Zambrano en 1936, compartió con ella los años de la Guerra Civil y la Segunda Guerra Mundial. En 1948 se separó de Zambrano, que permanecería en París junto a su hermana Araceli,  enferma. Más tarde, se casó con Françoise Glasser. Falleció en San Sebastián el 28 de mayo de 2008, a los 97 años.

## Trayectoria
Poeta ocasional y pensador esencial, Rodríguez Aldave fundó junto a su hermano Francisco, en Lesaca, una revista juvenil, Atalaya, en la que aparecieron algunos de sus poemas primeros, tanto en castellano como en euskera.
Hacia 1933 marchó a Madrid para asistir a clases de Filosofía y preparar las oposiciones a la carrera diplomática. En ese ambiente de ebullición cultural, conoce a María Zambrano, que desde 1931 ejerce como profesora auxiliar de la Cátedra de Metafísica en la Universidad Central, y que desde 1932 colabora en publicaciones como la Revista de Occidente y Cruz y Raya.

### María Zambrano
María Zambrano era siete años mayor que él, pero aun así, vencen las barreras y unen sus vidas. En esos años comparten experiencias con otros importantes intelectuales españoles, como José Ortega y Gasset, Manuel García Morente, Julián Besteiro o Xavier Zubiri. También entablan amistad con los miembros de la Generación del 27: Luis Cernuda, Emilio Prados, Miguel Hernández, Juan Gil-Albert o Jorge Guillén, entre otros.
Zambrano había publicado su primera obra, Horizontes del liberalismo, en 1930. Instaurada la República, es nombrada profesora auxiliar de Metafísica de la Universidad Central de Madrid. En esos años asiste a la tertulia de Ramón Gómez de la Serna en el café de Pombo, y colabora con la publicación Hora Literaria, más tarde llamada Hora de España.

### Carrera diplomática
Miembro de la carrera diplomática, en la que ingresó en 1935, Rodríguez Aldave obtuvo la secretaría de la Embajada de España en Santiago de Chile como primer destino.  En 1935 era miembro de la legación diplomática que recibió a Jorge Oteiza en Santiago de Chile con alegría. Fue el propio Aldave quien introdujo a Oteiza en los círculos de los grandes poetas, como Vicente Huidobro. Esta época en la que vivió en Chile, como segundo del embajador Rodrigo Soriano durante la II República, fue su momento de mayor apogeo intelectual. 

### Guerra Civil
El 31 de julio de 1936, Zambrano se une al grupo de intelectuales que firman el Manifiesto que crea la Alianza de Intelectuales para la Defensa de la Cultura (AIDF) en el que figuraban nombres como Rosa Chacel, Luis Cernuda, Manuel Altolaguirre y otros muchos. Aldave contrajo matrimonio con Zambrano en plena Guerra Civil, en septiembre de 1936. Tras el enlace, el matrimonio se trasladó a la capital chilena, en la que María Zambrano mantuvo su apoyo a la República española. En 1937, regresaron a España para colaborar con la República y Rodríguez Aldave marchó al frente, mientras ella se instalaba en Valencia y era nombrada redactora jefa de Hora de España. En julio de ese mismo año, Zambrano participó en el II Congreso de Españoles para la Defensa de la República. Zambrano se traslada unos meses a Barcelona, ciudad en la que fallece su padre, Blas Zambrano, a quien Machado dedica un hermoso artículo de su Mairena póstumo, muerto el 25 de octubre de 1937.
Zambrano reside en Barcelona hasta enero de 1939, año en que cruza la frontera francesa hacia el exilio, junto a su madre, su hermana y el marido de esta.

## Exilio
Aldave y su esposa marcharon a México, país en el que Zambrano pronunció tres conferencias en la Casa de España de México capital. Entre los asistentes, estaba Octavio Paz. De paso para México se detienen en Cuba, momento en el que Zambrano conoce a José Lezama Lima. En Cuba también impartió clases en la Universidad de La Habana y en el Instituto de Altos Estudios e Investigaciones Científicas. Poco después, en 1943, se trasladan a vivir a Puerto Rico y allí imparte Zambrano clases de filosofía en la Universidad de Río Piedras hasta 1945.
Hacia 1945, Alfonso Rodríguez Aldave se instala en la ciudad de México y trabaja en el departamento de compras de la firma Petróleos Mexicanos. Poco después conoce a la artista francesa Françoise Glasser, que se ha especializado en la estampación de tejidos. María Zambrano continúa con su incesante labor de conferenciante y regresa a Cuba, en 1947, para partir inmediatamente hacia Nueva York y, desde allí, poco después a París (Francia), país en el que acaba de fallecer su madre. Su hermana Araceli presenta graves problemas de salud mental, en parte debidos a la persecución de ella y de su marido por parte de la Gestapo. Zambrano se instala en París y empieza a relacionarse con gran parte de los intelectuales franceses, como Albert Camus o René Char. De 1948 a 1953 reside en La Habana y posteriormente en Roma.
María Zambrano y Alfonso Rodríguez se separan hacia 1947. En una carta a su amiga, la novelista Rosa Chacel, fechada el 31 de agosto de 1953, Zambrano reconoce que lleva cinco años separada de Alfonso Rodríguez Aldave: 

“Ahora Alfonso se divorcia de mí, hace cinco años que estamos separados, según él para ganar dinero y atender a mi vida y la suya y que yo escriba... pero ahora que se ha hecho mexicano, hombre de negocios que va “a reussier”, quiere divorciarse y claro está, le he dicho que sí.”
María Zambrano, Cartas a Rosa Chacel, 44.

## Reconocimientos
Rodríguez Aldave era oficial de la Legión de Honor de la República Francesa. 